# Henri Padé
Henri Eugène Padé (ur. 17 grudnia 1863 w Abbeville, zm. 9 lipca 1953 w Aix-en-Provence) – francuski matematyk, znany głównie jako odkrywca metody aproksymacji funkcji za pomocą funkcji wymiernych.
Studiował na École normale supérieure.